# Gästriklands revir
Gästriklands revir var ett skogsförvaltningsområde som omfattade hela landskapet Gästrikland utom de hemman i Österfärnebo socken, vilka lydde under den inköpta kronoparken Grönsinka, samt det forna Södra Hälsinglands revir, socknarna Alfta, Bollnäs, Rengsjö, Hanebo, Segersta, Mo, Norrala, Trönö, Söderala och Skog. Gästriklands revir var uppdelat i tre bevakningstrakter: Alfta, Gästriklands norra och Gästriklands södra. Inom reviret fanns sex kronoparker om 6 424 hektar (vid 1905 års slut) samt 43 andra allmänna skogar om 13 661 hektar, för vilka skogshushållningsplaner upprättats.